# Rhododendron oldhamii
Rhododendron oldhamii är en ljungväxtart som beskrevs av Carl Maximowicz. Rhododendron oldhamii ingår i släktet rododendron, och familjen ljungväxter. Inga underarter finns listade i Catalogue of Life.